# Bàsquet als Jocs Mediterranis de 2018
La competició de basquetbol 3x3 dels Jocs del Mediterrani de 2018 de Tarragona es va celebrar entre el 27 i el 29 de juny a l'Auditori del Camp de Mart a Tarragona. Aquesta serà la primera aparició d'aquesta modalitat de l'esport de bàsquet en els Jocs del Mediterrani.
La competició es va centrar en dues modalitats per equips de 3x3, masculina i femenina.

## Medaller per categoria
| Categoria            | Or     | Plata   | Bronze    |
| Competició masculina | França | Itàlia  | Eslovènia |
| Competició femenina  | França | Espanya | Portugal  |

## Medaller per país
| Posició | País      | Or | Plata | Bronze | Total |
| 1       | França    | 2  | -     | -      | 2     |
| 2       | Itàlia    | -  | 1     | -      | 1     |
| 2       | Espanya   | -  | 1     | -      | 1     |
| 4       | Eslovènia | -  | -     | 1      | 1     |
| 4       | Portugal  | -  | -     | 1      | 1     |
| Total   | Total     | 2  | 2     | 2      | 6     |